# Kundenorientierung
Unter Kundenorientierung werden in der Betriebswirtschaftslehre die Anteile einer Prozessorientierung und Marketingausrichtung verstanden, mit Hilfe derer die Abhängigkeit der Unternehmen vom Kunden in den Mittelpunkt unternehmerischer Entscheidungen gestellt wird. Fehlende Kundenorientierung kann die Umsätze bzw. Erträge mindern. Die Ursachen für mangelnde Kundenorientierung liegen häufig in der Unternehmenskultur, der Struktur und in wenig effektiven oder intransparenten Prozessen des Unternehmens. Der Kunde ist König gilt hierbei als Paradigma der kaufmännischen Denkweise. Die Fähigkeit der Erfüllung von Kundenerwartungen wird als ein entscheidender Wettbewerbsvorteil bewertet und eine scheinbar zahllose Vielfalt von Managementlehren und Marketingtheorien befassen sich z. T. kommerziell mit ihrer Umsetzung.
Kundenorientierung bedeutet umgangssprachlich und im Geschäftsalltag zu schauen, wie einem Kunden geholfen werden kann, und nicht welche Gründe es gibt, dass seine Wünsche nicht erfüllt werden können.
Dabei kann Kundenorientierung als organisationale Größe im Sinne der Kundenorientierung der Unternehmenskultur bzw. der strategischen Entscheidungen oder als individuelle Größe im Sinne der Kundenorientierung einzelner Personen verstanden werden.

## Kundenorientierung als organisationale Größe

### Zukunftstrend Prozessorientierung
Prozessorientierung ist ein entscheidender Erfolgsfaktor für konsequent gelebte Kundenorientierung. Dies gilt für alle Unternehmensbereiche, die in einer internen Kunden-Lieferanten-Beziehung miteinander verbunden sind. Nach einer Studie der Uni Trier (Juni 2003) messen 72,7 % der befragten Unternehmen der Prozessorientierung beispielsweise im Vertrieb eine wachsende Bedeutung zu. Dabei gilt es zum einen, Ineffizienzen auszugleichen: Geschäftsprozesse müssen im Unternehmen verstärkt aufeinander abgestimmt werden, um die zunehmende Komplexität auf Markt- und Kundenseite erfolgreich zu meistern. Zum anderen wird es notwendig sein, Prozess-Denken und -Handeln stärker in den Vertriebsbereich einzubauen, um anstelle einer „Black-Box Vertrieb“ transparente Vorgehens- und Verhaltensweisen zu definieren, die an zukünftigen Veränderungsbedarf besser anzupassen sind.
85,4 % der befragten Unternehmen messen einer schnelleren und effizienteren Bedienung von Kundenwünschen und Anforderungen eine wachsende Bedeutung bei. Dabei müssen Strukturen und Prozesse im Einklang stehen, wobei sich die Struktur an den Prozessen zu orientieren hat.

### Zukunftstrend Virtuelle Kundenintegration
Immer mehr Unternehmen suchen nach Methoden und Tools, um Kunden bereits zu einem möglichst frühen Zeitpunkt in den Innovationsprozess mit einzubinden. Hierbei gilt es insbesondere, die innovativsten Kunden als sogenannte „Lead User“ (von Hippel, 1986) zu integrieren und gemeinsam innovative Produkt- und Dienstleistungskonzepte zu entwickeln. Das Unternehmen profitiert hierbei nicht nur vom Problem-, sondern auch vom Lösungswissen der Lead User.
Immer mehr Unternehmen bedienen sich inzwischen Web-Portalen zur „virtuellen Kundenintegration“. Zum Beispiel können Kunden in virtuellen Ideen-Communitys auf einem vom Unternehmen bereitgestellten und betriebenen Web-Portal Innovationsideen aus dem Produkt- und Dienstleistungsumfeld hochladen und zur Diskussion stellen; andere Kunden können dann die eingestellten Ideen aufgreifen, kommentieren und weiterentwickeln (Bretschneider, 2012). Beispiele für Ideen-Communitys sind die "Ideastorm" Community von DELL oder die "MyStarbucks" Community von Starbucks. Der Kunde kann dabei die Rollen (1) Ideengeber, (2) Ideenauswähler, (3) Co-Entwickler und sogar „Vermarktungspartner“ einnehmen (Rohrbeck, Steinhoff, Perder, 2010).

### Kundenerwartungen von morgen
Der Überzeugung, dass steigende Kundenanforderungen eine der größten Herausforderungen im Zukunftsszenario Vertrieb 2010 sein werden, sind 51,5 % der Befragten. Das vor allem, weil es auch für 61,1 % der Unternehmen zu einer sinkenden Kundenloyalität kommen wird, die aus kürzeren Produktlebenszyklen, zunehmender Transparenz und schwieriger werdenden persönlichen Bindungen resultiert. Alle Faktoren zusammen erzeugen mehr „Moments of truth“ in kürzerer Zeit und damit potenzielle Wechselsituationen, die die Hürde senken, den Hersteller oder die Marke zu wechseln. Unzufriedenheit von Kunden im B2B-Bereich wird damit in Zukunft weitaus schwerwiegendere Auswirkungen als bisher haben, so dass es auf die Fähigkeit von Vertriebsmitarbeitern und Unternehmen ankommen wird, damit professionell umzugehen.
Customer-Relationship-Management (CRM) ist durch diesen Trend zu einem wichtigen Thema in der betriebswirtschaftlichen Theorie und Praxis geworden. Hier zeigt sich aber die Diskrepanz zwischen Wunsch und Wirklichkeit. Die Einführung eines CRM planen, je nach Umfrage, zwischen 70 und 80 % der Unternehmen; umgesetzt haben es noch nicht einmal 20 %.
Da sich CRM vorrangig aus der Unternehmens-Perspektive heraus über den Umgang mit Kundendaten wie etwa Alter, Wohnort oder Vorlieben definiert, wird oft eine Diskrepanz zwischen der Herangehensweise des Unternehmens zu vermuteten Kundenerwartungen und deren tatsächlichen Vorstellungen kritisiert. Im Vergleich dazu hat das so genannte Kundenerwartungsmanagement (Customer-Experience-Management, CEM) den Anspruch, durch die Schaffung positiver Kundenerfahrungen eine emotionale Bindung zwischen Anwender und Produkt oder Anbieter aufzubauen. Vorrangiges Ziel von CEM ist es, aus zufriedenen Kunden loyale Kunden und aus loyalen Kunden „begeisterte Botschafter“ der Marke oder des Produkts zu machen („satisfied - loyal - advocate“).

### „Customer Centricity“
In der Theorie der Unternehmensführung bezeichnet das um 2009 popularisierte Schlagwort der Customer Centricity ein unternehmerisches Leitbild, das sich am Einzelkunden als Führungsgröße orientiert. Seine Realisierung erfordert die Steuerung aller Unternehmensbereiche nach Kundenprioritäten und die Herstellung einer stärker symmetrischen Beziehung zwischen Kunden und Unternehmung. Angestrebt wird eine enge und individuelle Interaktion mit den Kunden. Unabhängig von ihrer Zahl sollen Positionierung, Strategie, Struktur, Organisation, Prozesse, Verhalten usw. vollständig auf den Einzelkunden ausgerichtet sein. Eingeschlossen sind dabei Produktentwicklung, Finanzierung, Liefergeschwindigkeit, Beratung und Service. Grundlage dafür sind u. a. technische Medien, die eine Mitwirkung der Konsumenten bei Konfiguration und Optimierung der Produkte gestatten.
Diese radikale Forderung stößt sich jedoch häufig an der in vielen Unternehmen verankerten „Meister-, Ingenieur- und Produktpsyche“, der es z. B. widerstrebt, Fremdleistungen einzukaufen.
Für Peter Fader, einen an der Wharton School lehrender Pionier des Begriffs, ist Customer Centricity eine Strategie, die Unternehmensentwicklung, Produktentwicklung und Dienstleistung permanent mit den aktuellen und prognostizierten Bedürfnissen von ausgewählten Kunden abgleicht. Dahinter steht der Anspruch, dass weder das Produktsystem noch das Marketing allein als unternehmerische Leitsysteme fungieren, sondern dass beide sich der Kundenorientierung unterzuordnen haben.
In Deutschland wird der Begriff jedoch vorwiegend begrenzt auf das Marketing verwendet. Versuche der Messung des Erfüllungsgrades dieser Forderung werden mit Verfahren unternommen, die der Balanced Scorecard ähnlich sind.
Gegenüber dem Customer Relationship Management kann der Ansatz dadurch abgegrenzt werden, dass er nicht nur die administrative Seite der Pflege der Kundenbeziehung und Kundendaten fokussiert. Gegenüber dem Begriff der Kundenorientierung ist der Ansatz jedoch in der Literatur nicht wirklich trennscharf; allenfalls hebt er sich durch die Radikalität seiner Anforderungen ab, die bisher am ehesten bei Sales on demand–Konzepten, durch Produktkonfigurationssysteme im Internet und noch besser vermutlich nur in Luxushotels realisierbar sind.

### Kritische Anmerkung
Kundenorientierung ist im Grunde eine Selbstverständlichkeit für jedes Unternehmen. Ihre „Entdeckung“ durch die Marketing-Lehre findet auf einem „unstrukturierten Feld irgendwo zwischen purem Modellplatonismus und theoriearmer Beispielsammlung“ (Schenk) statt. Seitens der Handelsbetriebslehre und des Handelsmarketings wird die in der allgemeinen Marketing-Lehre häufig festzustellende Gleichsetzung von Kunde = Käufer bzw. Warenverwender kritisiert. Industrieunternehmen und Großhandelsunternehmen haben normalerweise Gewerbetreibende als unmittelbare Kunden, nicht jedoch Konsumenten als „Letztverwender“, die im Regelfall nur für Einzelhandelsunternehmen unmittelbare Kunden darstellen. Die Strategieansätze der Kundenorientierung leiden zum Teil an empirischen und/oder methodischen Implikationen wie z. B. an einer unzureichenden Operationalisierung (mit der Folge einer erschwerten Messbarkeit), an der Gefahr des unendlichen Regresses, an der Ausklammerung der Kaufphase, an vorschneller Generalisierung, irreführender Analogien oder zu starker Abstraktion. Eine Messung der Kundenorientierung bedarf immer einer strikten Operationalisierung, die z. B. die Bestimmung von Dimensionen sowie eine Indexbildung beinhaltet. Die Idee der Kundenorientierung vermag sich jedoch als heuristisches Prinzip für das Management zu bewähren.

## Kundenorientierung als individuelle Größe
Bezüglich der individuellen Größe Kundenorientierung existiert kein einheitliches Verständnis. Eine gelegentlich verwendete Definition (Nerdinger, 2011) ist, die Kundenorientierung von Personen würde durch ihr Verhalten gegenüber Kunden spezifiziert (Henning-Thurau, 2004). Diese verhaltensorientierte Beschreibung ist durch Untersuchungen zu Voraussetzungen kundenorientierten Verhaltens (Brown et al., 2002) durch die Beschreibung im Sinne eines Merkmals der Person (Nerdinger, 2011) als Einstellungen der Person gegenüber anderen Personen in der Rolle des Kunden abgelöst worden. In einem ersten Schritt kann Kundenorientierung als individuelle Größe definiert werden als das Bestreben, die Bedürfnisse und Erwartungen des Kunden zu erkennen und sich zu bemühen, diese zu erfüllen.
Die Beziehung zwischen kundenorienterter Einstellung und kundenorientiertem Verhalten ist dabei differenziert zu betrachten. Kundenorientiertes Verhalten kann, bei erhöhter psychischer Beanspruchung durch Oberflächenhandeln, auch ohne eine kundenorientierte Einstellung gezeigt werden (Nerdinger, 2011).

## „Arbeitender Kunde“
Als Arbeitender Kunde wird die Tendenz zum Wandel des Verhältnisses von Konsumenten und Unternehmen bezeichnet, bei der gezielt – also in besonderer Weise kundenorientiert – betriebliche Funktionen auf die privaten Kunden ausgelagert werden. Ziel der Unternehmen ist dabei, Kosten einzusparen und/oder produktive Leistungen der Kunden (Produktentwicklung, Innovationen, Qualitätskontrolle, Marketing, Werbung usw.) direkt oder indirekt für die Wertschöpfung zu nutzen. 